# Agnesiella juglandis
Agnesiella juglandis är en insektsart som beskrevs av Chou och Ma 1981. Agnesiella juglandis ingår i släktet Agnesiella och familjen dvärgstritar. Inga underarter finns listade i Catalogue of Life.